# Здродовский, Павел Феликсович
Павел Феликсович Здродовский (1890—1976) — советский микробиолог и иммунолог.
Доктор медицинских наук (1920), профессор, академик АМН СССР (1945). Герой Социалистического Труда. Лауреат Ленинской премии.

## Биография
Родился 4 мая (16 мая по новому стилю) 1890 года в городе Уральске Российской империи, ныне Казахстан.
Его отец, Феликс Францевич, поляк из деревни Здроды Мозовецкого уезда Ломжинской губернии, проходил воинскую службу в России, где и женился на русской девушке — крестьянке Гликерии Петровне. Феликс Францевич умер от туберкулёза, когда сыну было только 7 лет. Мать осталась с тремя детьми и без средств к существованию.

### Образование
Окончил Уральское духовное училище, а после учился в Оренбургской духовной семинарии (не окончил). Работал учителем в сельской школе, а в 1909 году поступил на медицинский факультет Казанского университета.
Весной 1914 года был мобилизован и отправлен врачом на фронт Первой мировой войны. В 1916 году, ещё находясь на воинской службе, сдал государственные экзамены и получил диплом «лекаря» с отличием.

### Начало деятельности
После демобилизации в 1917 году — жил в Ростове-на-Дону, где работал в Донском бактериологическом институте заведующим холерным, сыпнотифозным и диагностическим отделениями. В 1920 защитил в Донском университете докторскую диссертацию по медицине. В том же году вступил добровольцем в РККА и в качестве эпидемиолога 11-й армии был направлен на борьбу с малярией в Баку.
В 1922—1930 годах Здродовский работал директором созданного по его инициативе в Баку (Азербайджан) Института микробиологии и гигиены. Одновременно преподавал как ассистент, доцент и заведующий кафедрой микробиологии Бакинского университета. Разработал план мероприятий по борьбе с малярией, участвовал в работе экспедиций, руководил работой всех малярийных станций в республике.
В 1930 году переехал в Ленинград на работу в Институт экспериментальной медицины, где заведовал сектором эпидемиологии и отделом вакцинно-сывороточного производства.

### Репрессия
В ночь на 30 октября 1938 года П. Ф. Здродовский был арестован и заключён в Бутырскую тюрьму. 15 мая 1939 года осуждён Военной коллегией Верховного суда СССР по статье 58 Уголовного Кодекса РСФСР на 15 лет заключения с поражением в правах на 5 лет, с конфискацией имущества, виновным себя не признал. После суда был направлен по этапу в Коми АССР, где работал на строительстве дорог, лесоповале и на других тяжёлых работах. Затем его перевели в Карагандинский исправительно-трудовой лагерь.
В первой половине 1939 года приговор был отменён и дело направлено на доследование, а его самого возвратили в Москву и вновь заключили в Бутырскую тюрьму. Весной 1941 года последовал перевод в Сухановскую тюрьму. Несмотря на то, что он и после «доследования» отказался признать себя виновным, коллегия Верховного суда СССР 7 июля 1941 года вновь осудила его по статье 58 и снова отправила в лагеря Коми АССР. Там он работал санитаром при больнице.
В начале 1942 года Здродовский был доставлен специальным конвоем в Москву во внутреннюю тюрьму, где работал в специальной лаборатории НКВД по специальности, занимался изучением возбудителя сыпного тифа. 6 ноября 1944 года он был освобождён согласно постановлению Особого совещания при НКВД СССР от 1 ноября 1944 года с правом проживания в Москве.

### Деятельность после освобождения
В 1945 году был назначен заведующим отделом экспериментальной патологии и иммунологии в Институте эпидемиологии и микробиологии имени Н. Ф. Гамалеи. С этого времени и до конца жизни он изучал проблему риккетсиозов, разработал методы их профилактики с помощью живых и химических вакцин.
В 1949 году отмечен Сталинской премией.
12 мая 1956 года Военной коллегией Верховного Суда приговор за отсутствием состава преступления был отменён.
В марте 1966 года подписал письмо 13 деятелей советской науки, литературы и искусства в президиум ЦК КПСС против реабилитации И. В. Сталина.
Умер 24 июля 1976 года. Похоронен на Кунцевском кладбище (10-й участок).

### Семья
Жена (первая) Валентина Георгиевна Мамина
Жена (вторая?) — Голиневич, Елена Михайловна.

## Награды и звания
- Указом Президиума Верховного Совета СССР от 15 мая 1970 года академику АМН СССР Здродовскому Павлу Феликсовичу присвоено звание Героя Социалистического Труда с вручением ордена Ленина и золотой медали «Серп и Молот».
- Лауреат Ленинской (1959) и Сталинской (1949) премий.
- Награждён орденом Ленина, двумя орденами Трудового Красного Знамени и медалями.
- Награждён Золотой медалью имени И. И. Мечникова АМН СССР (1967).
- Был избран почётным доктором Краковской медицинской академии, Почётным членом Общества тропической патологии Франции, получил звание лауреата Французской национальной академии медицины.

## Основные публикации
- Здродовский П. Ф. О физиологических основах иммунитета. М., 1950;
- Здродовский П. Ф. Бруцеллез: Современное учение применительно к патологии человека. — 4-е изд., доп. — М.: Медгиз, 1953. — 244 с.
- Здродовский П. Ф. Учение о риккетсиях и риккетсиозах. — 2-е изд., перераб. и доп. — М.: Медгиз, 1956. — 492 с.
  - З-е изд. 1968
- Здродовский П. Ф. Проблемы инфекции, иммунитета и аллергии. — М.: Медгиз, 1961. — 366 с.
- Здродовский П. Ф. Проблемы инфекции, иммунитета и аллергии. — 2-е изд., перераб. — М.: Медгиз, 1963. — 467 с.
  - З-е изд. 1972 (совм. с Е. М. Голиневич)
- Здродовский П. Ф. Сыпной тиф и болезнь Брилля: (Этиология, патология, эпидемиология и профилактика). — М.: Медицина, 1965. — 206 с.
- Здродовский П. Ф. Матрично-генетическая теория иммуногенеза и его нейрогуморальная регуляция. М., 1966.